# McIntosh County, Oklahoma
McIntosh County är ett administrativt område i delstaten Oklahoma, USA, med 20 252  invånare. Den administrativa huvudorten (county seat) är Eufaula.

## Geografi
Enligt United States Census Bureau har countyt en total area på 1 845 km². 1 606 km² av den arean är land och 240 km² är vatten.

### Angränsande countyn
- Muskogee County - nord & öst
- Haskell County - sydost
- Pittsburg County - syd
- Hughes County - sydväst
- Okfuskee County - väst
- Okmulgee County - nordväst